# Graffenrieda micrantha
Graffenrieda micrantha är en tvåhjärtbladig växtart som först beskrevs av Henry Allan Gleason, och fick sitt nu gällande namn av Louis Otho Otto Williams. Graffenrieda micrantha ingår i släktet Graffenrieda och familjen Melastomataceae. Inga underarter finns listade i Catalogue of Life.